# Birte Toepfer
Birte Imme Toepfer, geb. Oldendorff, (* 21. April 1945 in Lübeck; † 11. November 2010 in Hamburg) war eine deutsche Mäzenin und Stiftungsratsvorsitzende.

## Leben

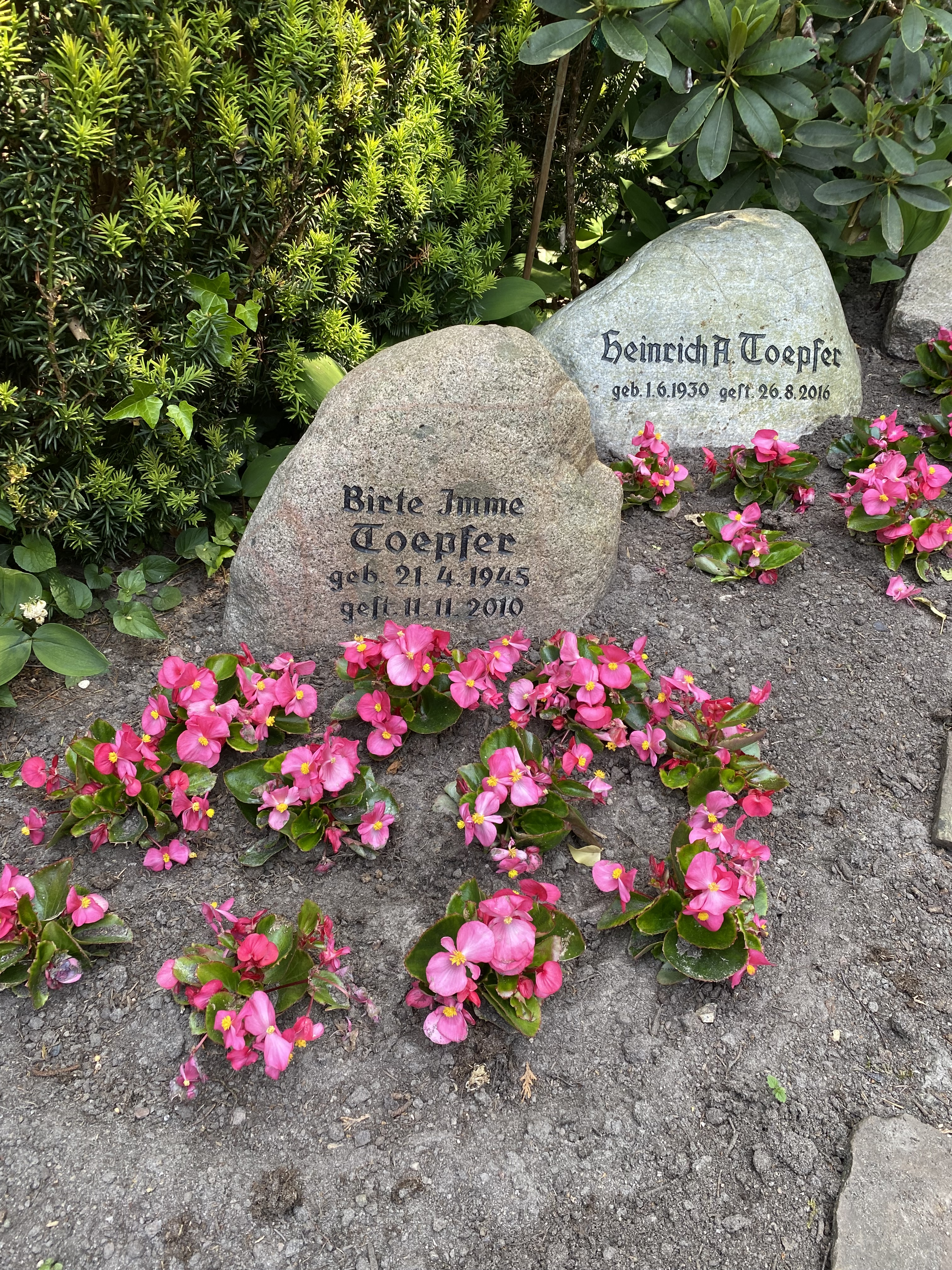
Grabstätte auf dem Nienstedtener Friedhof

Die Tochter des Lübecker Reeders Egon Oldendorff war seit 1967 mit Heinrich Alfred Toepfer (1930–2016), dem jüngsten Sohn des Hamburger Unternehmers und Stifters Alfred Toepfer, verheiratet. Aus dieser Ehe gingen drei Kinder hervor.
Birte Toepfer studierte Pädagogik und Erziehungswissenschaften in Würzburg, München und Hamburg. Seit 1980 war sie in verschiedenen Ämtern in Hamburg ehrenamtlich tätig: von 1990 bis 2010 Mitglied des Vorstandes der Carl-Toepfer-Stiftung, von 1997 bis 2005 Vorstandsvorsitzende der Alfred Toepfer Stiftung F.V.S., von 2005 bis 2007 stellvertretende Vorsitzende und von 2007 bis 2010 Vorsitzende des Stiftungsrates der Alfred Toepfer Stiftung F.V.S. sowie von 1997 bis 2005 Mitglied des Boards der Alexander von Humboldt-Stiftung. Seit 2001 war sie Vorstandsmitglied der Freunde der Kunsthalle in Hamburg. Ferner gehörte sie seit 1993 auch dem Bundesverband Deutscher Stiftungen an und war Vizepräsidentin des Übersee-Clubs.
Toepfer war Mitglied bei Zonta International.
Sie starb in Hamburg durch Suizid. Beigesetzt wurde sie in der Familiengrabstätte auf dem Nienstedtener Friedhof.